# Helina pauper
Helina pauper är en tvåvingeart som först beskrevs av Stein 1913.  Helina pauper ingår i släktet Helina och familjen husflugor.
Artens utbredningsområde är Etiopien. Inga underarter finns listade i Catalogue of Life.